# Ньюбург (Північна Дакота)
Ньюбург (англ. Newburg) — місто (англ. city) в США, в окрузі Боттіно штату Північна Дакота. Населення — 96 осіб (2020).

## Географія
Ньюбург розташований за координатами 48°42′51″ пн. ш. 100°54′45″ зх. д. / 48.71417° пн. ш. 100.91250° зх. д. (48.714071, -100.912620).  За даними Бюро перепису населення США в 2010 році місто мало площу 0,34 км², уся площа — суходіл. В 2017 році площа становила 0,36 км², уся площа — суходіл.

## Демографія
Згідно з переписом 2010 року, у місті мешкало 110 осіб у 54 домогосподарствах у складі 24 родин. Густота населення становила 321 особа/км².  Було 62 помешкання (181/км²).
Расовий склад населення:
| - 91,8 % — білих - 8,2 % — осіб інших рас |

До двох чи більше рас належало 0,0 %. Частка іспаномовних становила 9,1 % від усіх жителів.
За віковим діапазоном населення розподілялося таким чином: 24,5 % — особи молодші 18 років, 59,1 % — особи у віці 18—64 років, 16,4 % — особи у віці 65 років та старші. Медіана віку мешканця становила 37,0 року. На 100 осіб жіночої статі у місті припадало 115,7 чоловіків;  на 100 жінок у віці від 18 років та старших — 118,4 чоловіків також старших 18 років.
Середній дохід на одне домашнє господарство  становив 60 649 доларів США (медіана — 59 028), а середній дохід на одну сім'ю — 63 533 долари (медіана — 59 583). Медіана доходів становила 60 938 доларів для чоловіків та 26 563 долари для жінок. За межею бідності перебувало 0,7 % осіб, у тому числі 0,0 % дітей у віці до 18 років та 3,3 % осіб у віці 65 років та старших.
Цивільне працевлаштоване населення становило 60 осіб. Основні галузі зайнятості: оптова торгівля — 30,0 %, будівництво — 18,3 %, освіта, охорона здоров'я та соціальна допомога — 15,0 %, сільське господарство, лісництво, риболовля — 13,3 %.